# Tjumen
Tjumen (russisk: Тюмень, tr. Tjumen) er en by i Tjumen oblast, Urals føderale distrikt i Den Russiske Føderation. Tjumen er oblastens administrative center. Byen har 872.100 (2025) indbyggere og blev grundlagt i 29. juli 1586 .

## Geografi
Byen ligger ca. 1700 km øst for Moskva og ca. 350 km øst for Uralbjergene, ved Tura floden, der er lavbundet og en af mange bifloder til Ob. Området omkring byen udgøres af store arealer med marsk-lignende landskaber idet flodens vandstand stiger med adskillige meter, samtidigt med at den bliver otte til ti gange bredere hvert forår når sneen smelter i Uralbjergene.

## Historie
Tjumen blev annekteret af Zar Fjodor I i 29. juli 1586  og var den første egentlige bebyggelse i Sibirien, i forbindelse med Ruslands ekspansion østover. Navnet Tjumen stammer fra den tidligere Tatarby; Chingi-Tura (Djengis Khans by), som på tyrkisk og mongolsk også kaldtes Tjumen (dansk: ~ titusinde).
De to danske handelsmænd C. Hage og H. Tegner var omkring år 1880 i Tjumen for at undersøge mulighederne for dansk-vestsibiriske handelsforbindelser og udgav efterfølgende bogen "Om Betingelserne for Handelssamkvem med det vestlige Sibirien".

## Økonomi
Tjumen er i dag et af Ruslands vigtigste forretningscentre og er transportknudepunkt og industrielt center i Tjumen oblast, der ligger i den sydlige del, af det udstrakte og olierige område fra Kazakhstan i syd til det Arktiske Hav i nord. Byen er hjemsted for mange firmaer i den russiske olie- og gasindustri.

## Galleri
- Tjumens rådhus
- Det gamle Tjumen, sommeren 2008
- Treenighedsklosteret i Tjumen

## Kendte personer fra Tjumen
- Irving Berlin (opr.: Izrail Isidor Bejlin) — Komponist og forfatter, født den 11. maj 1888, flyttede som 4-årig til USA med sine forældre.
- Anastasiya Kuzmina (født Sjipulina) — Skiskytte og OL-medaljevinder, født den 28. august 1984, og storesøster til:
- Anton Sjipulin — Skiskytte og OL-medaljevinder, født den 21. august 1987